# الكالديرادا

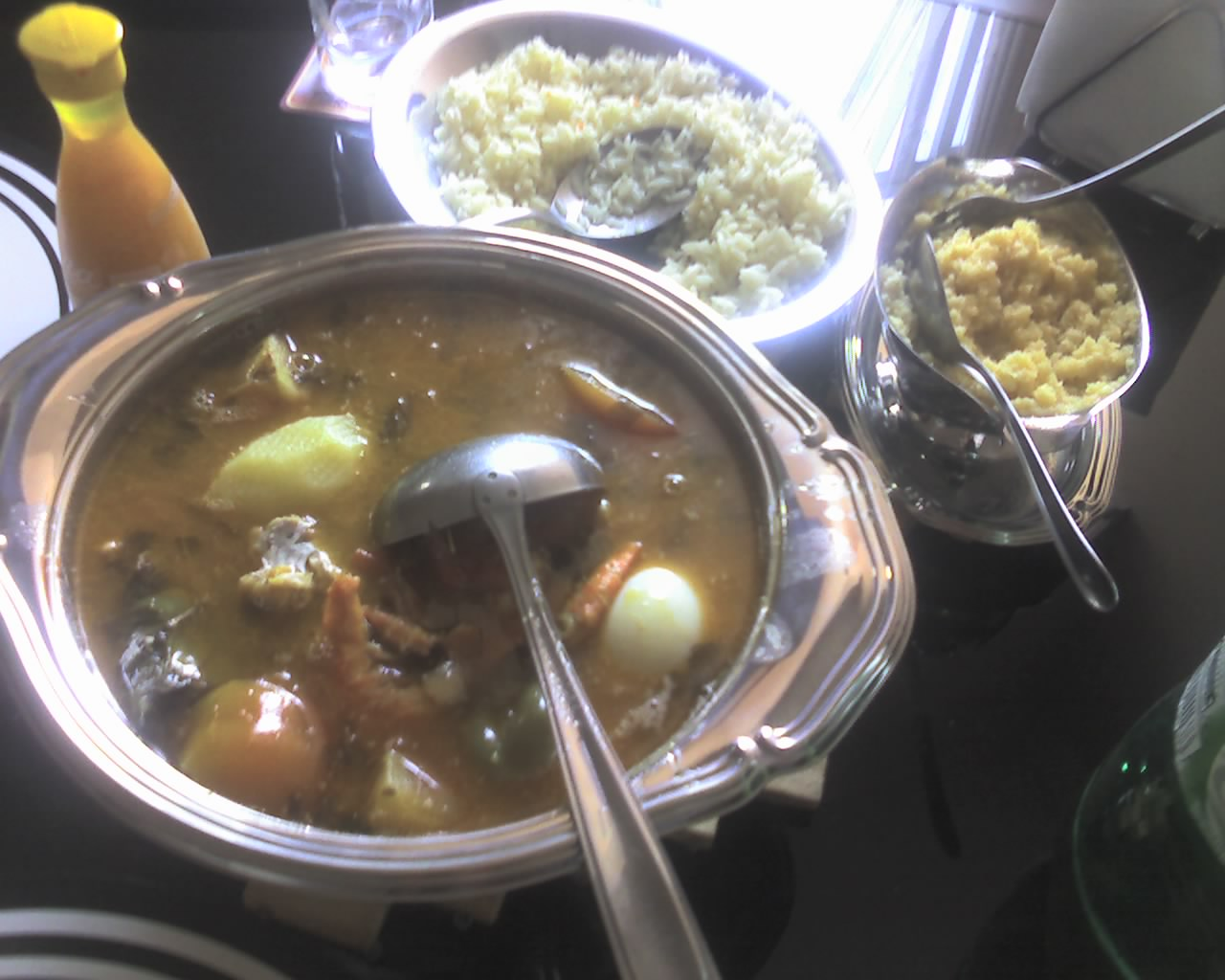
الكالديرادا هو حساء سمك برتغالي وغاليشي

الكالديرادا هو حساء سمك برتغالي وغاليشي (منطقة شمال غرب إسبانيا) يتكون من مجموعة متنوعة من الأسماك والبطاطس، إلى جانب مكونات أخرى. 
يشبه الكالديرادا أنواعًا أخرى من يخنة السمك، مثل البويلابايزي الفرنسي، والكاكافيا اليونانية، والتسارتسويلا الأسبانية، والكاكيوكو الإيطالي.
يذكر أحد كتب الطهي أن الطبق يتكون عادة من «خمسين مزيجًا من الأسماك الزيتية الخالية من الدهون» جنبًا إلى جنب مع المحار مثل المحار الملزمي وبلح البحر وغالبًا ما يكون الحبار أو الأخطبوط أيضًا. تستخدم هذه الوصفة نوعين من الأسماك الزيتية (مثل الاسقمري أو سمك أبو سيف أو التونة) ونوعين من الأسماك البيضاء الخالية من الدهون (مثل سمك القد وسمك الراهب وسمك النازلي والسمك المفلطح والحدوق)، بالإضافة إلى الجمبري وبلح البحر في القشرة والحبار. 
كتاب طبخ آخر يقدم كتشكيلة نموذجية في الكالديرادا مثل ثعبان البحر، سمك القرش الملائكي، باس البحر أو الدنيس، الغرنارد الأحمر، السردين، الراي، الجمبري، والمحار. 
يوصي كتاب طهي آخر بحوالي 11 أونصة من السمك لكل شخص.  تشمل المكونات الأخرى للطبق الخضار (مثل البطاطس والبصل والفلفل الأخضر والطماطم وهريس الطماطم أو معجون الطماطم)؛ التوابل (مثل الملح والفلفل الأسود وورق الغار والكزبرة والبقدونس والفلفل الحلو والحار والفلفل الأبيض والأوريجانو) ومكونات أخرى (مثل الشعيرية وزيت الزيتون والبهارات ونبيذ بورت والنبيذ الأبيض والويسكي أو البراندي).   بعض الوصفات لا تضيف الملح إلى الكالديرادا، لأن ملوحة المحار كافية بالفعل. 
يُعرف الكالديرادا أيضًا في البرازيل، حيث تم وصفه بأنه حساء عطري لأسماك النهر والكزبرة.